# Clyst St Mary
Clyst St Mary – wieś i civil parish w Anglii, w hrabstwie Devon, w dystrykcie East Devon. Leży na wschodnim brzegu rzeki Clyst, 6 km na wschód od miasta Exeter i 249 km na zachód od Londynu. W 2001 miejscowość liczyła 590 mieszkańców.